# KORA, Det Nationale Institut for Kommuners og Regioners Analyse og Forskning
KORA, Det Nationale Institut for Kommuners og Regioners Analyse og Forskning var en dansk analyse- og forskningsorganisation. 
I 2017 blev KORA og SFI slået sammen til VIVE – Det Nationale Forsknings- og Analysecenter for Velfærd
og KORA som selvstændig organisation blev nedlagt i 2019.
KORA begyndte sit virke i 2005 under navnet Det Kommunale Evaluringsinstitut og skiftede i 2006 navn til 
Det Kommunale og Regionale Evalueringsinstitut (KREVI).
Navneændringen til KORA skete i 2012, da organisationerne Anvendt Kommunalforskning (AKF) og Dansk Sundhedsinstitut (DSI) blev fusioneret ind under KREVI.
KREVI var et institut under Velfærdsministeriet, der havde til formål at fremme kvalitetsudvikling og mere hensigtsmæssig anvendelse af resurserne i den offentlige sektor. Det skete gennem analyser og evalueringer af den måde, kommunerne og regionerne varetog  deres opgaver på samt af statens styring af kommunerne og regionerne.[kilde mangler]
Instituttet blev etableret i 2005 og havde først adresse på Slotsholmsgade i København indtil 2006, derefter på Olof Palmes Allé i Aarhus og fra 2012 på Købmagergade i København.
Organisationens rapporter er tilgængelig fra VIVE's hjemmeside og omfatter som eksempler "Benchmarking af kommunernes integrationsindsats på beskæftigelsesområdet" fra 2014 og "Arbejdsvilkår for fuldtidspolitikere" fra 2016.